# Magnus Wassén
Magnus Wassén, född 1 september 1920 i Partille, död 23 juni 2014 i Göteborg, var en svensk seglare.
Han seglade för Göteborgs KSS. Wassén blev olympisk bronsmedaljör i Helsingfors 1952. Han var bror till seglaren Folke Wassén.